# Turkmenčajská dohoda

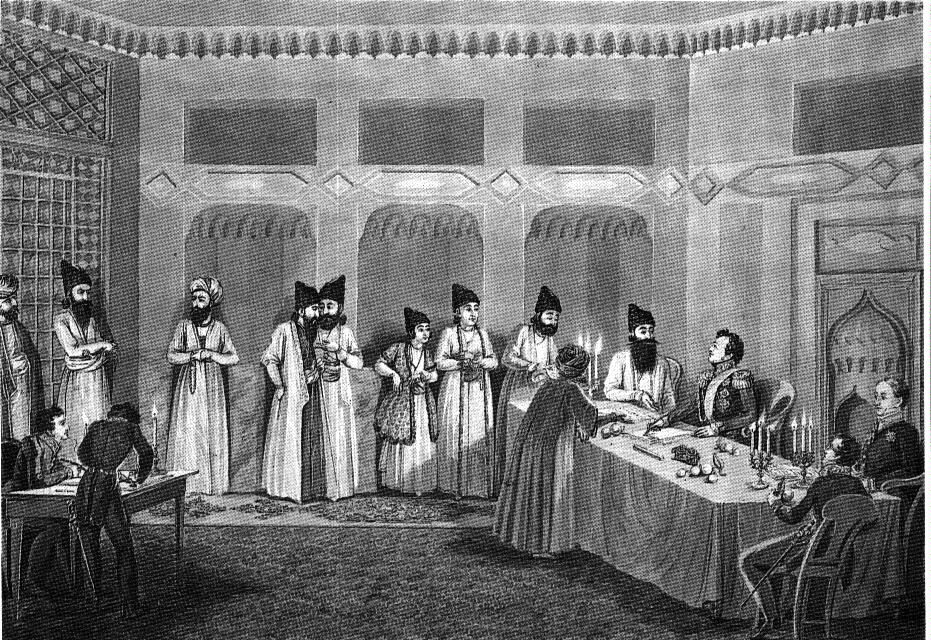
Podpis smlouvy na dobové kresbě

Turkmenčajská dohoda (persky: عهدنامه ترکمنچای; rusky: Туркманчайский договор) byla smlouva mezi Kádžárovským Íránem a Ruským impériem, která uzavřela rusko-perskou válku (1826–1828). Byla to druhá ze série podobných smluv (první byla Gulistanská dohoda z roku 1813 a třetí Achalská dohoda z roku 1881), které donutily Persii postoupit Rusku své území nebo uznat ruský vliv na nich. Smlouva byla podepsána 21. února 1828 v Turkmenčaji (vesnice mezi Tabrízem a Teheránem v dnešním Íránu). Smlouvu za Írán podepsali korunní princ Abbás Mírzá a kancléř Fát Alí Šáha, za Rusko generál Ivan Fjodorovič Paskevič. Podobně jako smlouva z Gulistánu z roku 1813 byla i Turkemčajská smlouva vnucena Persii po ruském vojenském vítězství. Paskevič pohrozil, že pokud nebude smlouva podepsána, obsadí Teherán do pěti dnů. Persie smlouvou odstoupila ve prospěch Ruska několik oblastí na jižním Kavkaze: Jerevanský chanát, Nachičevský chanát a zbytek Talyšského chanátu. Rusko tak získalo území dnešní Arménie, jih dnešního Ázerbájdžánu a dnešní tureckou provincii Iğdır. Rusko tím dokončilo dobytí všech kavkazských území pod vládou Íránu. Hranice mezi Ruskem a Persií byla nově stanovena na řece Araks. Kavkaz se tím dostal pod ruskou (a později sovětskou) kontrolu na přibližně 180 let. Po rozpadu Sovětského svazu v roce 1991 tři národy, jejichž území Rusové uzmuli Gulistánskou a Turkmenčajskou smlouvou, získaly nezávislost: Gruzie, Ázerbájdžán a Arménie. Jen Dagestán zůstal součástí Ruské federace dodnes. Tehdy dohodnutá hranice určuje doposud hranici mezi Ázerbájdžánem a Íránem, jakkoli ta nerespektuje hranice etnické - v Íránu kvůli tomu žije velká azerská menšina, jež je dokonce větší než populace samotného Ázerbájdžánu. To v obou zemích dodnes vyvolává volání po revizi turkmenčajské smlouvy a úpravě hranic. Smlouva zároveň narýsovala do značné míry stále respektované hranice mezi Ázerbájdžánem a Arménií, které jsou ovšem také předmětem sporů a citlivým bodem ve vztazích obou zemí, ale i ve vztazích Ázerbájdžánu a Ruska, jež je arménským spojencem.